# Fotballklubben Mandalskameratene 2005
Questa voce raccoglie le informazioni riguardanti il Fotballklubben Mandalskameratene nelle competizioni ufficiali della stagione 2005.

## Rosa
| N. |                     | Ruolo | Calciatore           |
| -- | ------------------- | ----- | -------------------- |
| 1  | Norvegia (bandiera) | P     | Geir Olav Garli      |
| 2  | Norvegia (bandiera) | C     | Ole Marius Gundersen |
| 3  | Norvegia (bandiera) | D     | Stein Ove Abrahamsen |
| 4  | Norvegia (bandiera) | D     | Andre Thomsen Quist  |
| 4  | Norvegia (bandiera) | D     | Mads André Værnes    |
| 5  | Norvegia (bandiera) | D     | Tor Olve Fagnastøl   |
| 6  | Norvegia (bandiera) | C     | Esben Ertzeid        |
| 7  | Norvegia (bandiera) | D     | André Herfindal      |
| 8  | Norvegia (bandiera) | A     | Tom Sagebakken       |
| 9  | Norvegia (bandiera) | A     | Henrik Nyhus         |
| 10 | Norvegia (bandiera) | A     | Tor Henning Hamre    |
| 11 | Norvegia (bandiera) | A     | Pål Kristian Økland  |

| N. |                        | Ruolo | Calciatore           |
| -- | ---------------------- | ----- | -------------------- |
| 12 | Stati Uniti (bandiera) | A     | Brian Waltrip        |
| 13 | Norvegia (bandiera)    | P     | Terje Reinertsen     |
| 14 | Norvegia (bandiera)    | A     | Eivind Karlsbakk     |
| 15 | Norvegia (bandiera)    | D     | Sven Fredrik Stray   |
| 16 | Norvegia (bandiera)    | C     | Kjetil Myrvold       |
| 18 | Norvegia (bandiera)    | C     | Stian Urestad Nilsen |
| 19 | Norvegia (bandiera)    | C     | Håvard Olsen Karlsen |
| 21 | Norvegia (bandiera)    | D     | Steffen Hagen        |
| 22 | Norvegia (bandiera)    | P     | Bjørn Arild Hovstøl  |
| 23 | Norvegia (bandiera)    | C     | Thomas Rønning       |
| 23 | Norvegia (bandiera)    | D     | Vetle Gulowsen       |

## Risultati

### 1. divisjon

#### Girone di andata
| Arbitro: | Kamben |

|                       |           |  |
| Waltrip 56’, 62’, 83’ | Marcatori |  |

#### Girone di ritorno
| Arbitro: | Vik |

|                                  |           |  |
| Norbye 17’ Torvik Tønne 53’, 71’ | Marcatori |  |